# Abderrachid Tabi
Pour les articles homonymes, voir Tabi (homonymie).
Abderrachid Tabi  (en arabe : عبد الرشيد طبي), né le 31 décembre 1960 à M’Sila, est un homme politique algérien. 
Il a occupé notamment le poste de président de la Cour suprême à partir de juillet 2019, et est ministre de la Justice et Garde des Sceaux algérien dans le Gouvernement Benabderrahmane de juillet 2021 au 18 novembre 2024.

## Biographie

### Formation
Abderrachid Tabi naît le 31 décembre 1960 dans la commune algérienne de Constantine. Il est diplômé de l’École nationale d'administration en 1983 et titulaire du diplôme de l’École nationale d’administration publique de Québec, au Canada.

### Carrière professionnelle et politique
En 2000, il est nommé directeur de cabinet auprès du chef du gouvernement, avant de devenir directeur de cabinet du ministre des Moudjahidine pendant un an, de 2001 à 2002.  Il devient ensuite directeur de cabinet du président de l’Assemblée Populaire Nationale (APN) jusqu'en 2003, puis son secrétaire général jusqu'en 2004, son directeur général de la législation, entre 2005 et 2007 et enfin occupe le poste de directeur des relations extérieures de l'APN de 2007 à 2016. 
En 2016, il devient avocat général près la Cour suprême, et il est nommé, en 2019,  au poste de Premier président de la cour suprême.
En juillet 2021, il est nommé ministre algérien de la Justice et Garde des Sceaux du gouvernement dirigé par le Premier ministre, Aïmene Benabderrahmane. Il remplace alors Belkacem Zeghmati. Il est remplacé le 18 novembre 2024 par Lotfi Boudjemaa.

## Vie privée
Il est père de six enfants. 